# Taeniochilosia atriseta
Taeniochilosia atriseta är en tvåvingeart som först beskrevs av Oldenberg 1916.  Taeniochilosia atriseta ingår i släktet Taeniochilosia och familjen blomflugor.
Artens utbredningsområde är Italien. Inga underarter finns listade i Catalogue of Life.